# Birgitta Bergin
Eva Birgitta Bergin, född 12 juni 1962, är en svensk författare.
Bergin skriver böcker i feelgoodgenren. Hon är född i Kungälv, där hon också är bosatt, men har bott i Bryssel och i Marbella.